# Брваце
Брваце (словен. Brvace) — поселення в общині Гросуплє, Осреднєсловенський регіон, Словенія. Висота над рівнем моря: 346,7 м.